# Mimoun Chent
Mimoun Chent est un boxeur et militant politique français.

## Biographie
Mimoun Chent naît le 5 septembre 1974 à Oujda.

### Carrière professionnelle
Il obtient la médaille d'or catégorie poids mi-mouches aux Jeux méditerranéens de 1997, et celle de bronze aux jeux de la Francophonie la même année.
En 1998, il remporte le championnat de France, titre qu'il conserve plusieurs années d'affilée.
En 2002, il devient champion d'Europe, cette fiois au titre des poids mouche.
Il devient ensuite agent territorial, puis militaire.

### Engagement politique
En 2008, il se présente dans le canton de Saint-Gilles, sous l'étiquette du Parti communiste français et « contre les idées du FN ». Il perd l'élection avec 5,44 % des voix.
En 2011, il est candidat divers gauche dans le canton de Nîmes-3, mais est éliminé au premier tour avec 4,78 % des suffrages.
En 2020, il apporte son soutien à la liste de Daniel Richard lors des élections municipales à Nîmes, soutien qu'il conserve lorsque celui-ci se rallie à Yvan Lachaud. Lors des sénatoriales de septembre suivant, il figure sur la liste tirée par Zakaria Moukite. L'année d'après, il fait office de suppléant de Moukite lors des départementales dans le canton de Nîmes-3. Aux législatives de 2022, il est encore suppléant de Sylvie Danjou dans la 1re circonscription du Gard.